# Euphoresia seriatipennis
Euphoresia seriatipennis är en skalbaggsart som beskrevs av Moser 1913. Euphoresia seriatipennis ingår i släktet Euphoresia och familjen Melolonthidae. Inga underarter finns listade i Catalogue of Life.